# Iglesia de San Esteban Protomártir (Garayo)
La iglesia de San Esteban Protomártir es un edificio situado en el despoblado español de Garayo, en la provincia de Álava.

## Descripción
El edificio se encuentra en el despoblado español de Garayo, del municipio de Barrundia, perteneciente a la provincia de Álava, en la comunidad autónoma del País Vasco. Se menciona como iglesia parroquial del lugar en el octavo volumen del Diccionario geográfico-estadístico-histórico de España y sus posesiones de Ultramar de Pascual Madoz, donde aparece descrita con las siguientes palabras: «igl. parr. (San Esteban Protomartir) servida por un beneficiado». En el tomo de la Geografía general del País Vasco-Navarro dedicado a Álava y escrito por Vicente Vera y López, se dice lo siguiente: «Su iglesia, dedicada á San Esteban protomártir, es de categoría rural de segunda y pertenece al arciprestazgo de Gamboa». Ya desafectada, fue restaurada en el siglo XXI.